# Alfred Dunhill Links Championship 2011
Het Alfred Dunhill Links Championship van 2011 wordt van 29 september tot 2 oktober gespeeld op drie verschillende banen in Schotland: de Old Course van St Andrews, de Championship Course van Carnoustie en de Kingsbarns Golf Links.
Het toernooi is geen gewoon 'Open' maar een Pro-Am, waarbij de teams bestaan uit een professional en een bekende amateur. Uit Nederland doen Daan Slooter en Johan Cruijff mee. Verder staan op de lijst Michael Douglas, Bobby Charlton, Chris Evans, Hugh Grant, Kyle MacLachlan, Tico Torres, Steve Redgrave en Tim Henman. Ieder team speelt drie dagen steeds op een andere baan. Daarna is er een cut, waarna de beste 60 professionals en de 20 beste teams op St Andrews Links de laatste ronde spelen.
Het prijzengeld is € 3.500.000, waarvan € 488.000 naar de winnaar gaat. 

## Verslag
Ronde 1
Er doen 168 teams mee. 
Na de eerste dag stonden vier spelers met 66 aan de leiding: Louis Oosthuizen en Rafael Cabrera Bello speelden op Kingsbarns, Markus Brier en Michael Hoey speelden op St Andrews, waar Hoey met een eagle eindigde. Nicolas Colsaerts speelde twee onder par, Joost Luiten en Robert-Jan Derksen maakten een ronde van 72.
Bij de Pro-Am gingen twee teams met een score van 61 aan de leiding: Michael Hoey & William Farish Jr en Romain Wattel & Don St Pierre Jr.
Ronde 2
Nicolas Colsaert staat met -7 op een gedeeld 19de plaats, Luiten en Lafeber hebben -4 en delen de 51ste plaats, Derksen staat met -3 op de 65ste plaats en De Vries staat boven par. Aan de leiding staa Tommy Fleetwood en Michael Hoey met -12.
Bij de Pro-Am stond Romain met 123 aan de leiding, Michael Hoey wes 2de met 125.
Ronde 3
Michael Hoey staat na de derde ronde nog steeds aan de leiding, Brier zakte met 71 naar de 13de plaats. Graeme McDowell maakte drie rondes van 67 en staat op de 2de plaats.
 Bij de Pro-Am had Nick Dougherty met zijn partner Chris Evans een totaalscore van 187 (-29), Hoey stond 2de met 188 (-28) . Het team Simon Dyson & Huey Lewis stegen met 190 (-26) naar de 3de plaats.
Ronde 4
Na zijn negende hole stond Rory McIlroy op zes onder par in negen holes en kwam hij aan de leiding met -19, terwijl Hoey, Murray en McDowell op -18 stonden. Iedereen moest nog een paar holes spelen. McIlroy maakte nog een birdie op hole 11 maar speelde de rest van de holes in par, zodat Hoey heb weer voorbij ging en het toernooi op zijn naam zette. Het is zijn zesde overwinning als professional, zijn derde overwinning op de Europese Tour en zijn tweede dit jaar. De winnaar van dit toernooi krijgt een uitnodiging voor de  volgende WGC - HSBC Champions en de WGC - Bridgestone Invitational.

Bij de Pro-Am maakte Romain Wattell met zijn partner weer een ronde van 61 voor een totaal van 283 (-35) waarmee hij de 3de plaats deelde met Team Luiten. Team Hoey werd 2de met -37 en de Pro-AM werd gewonnen door Team Dougherty. 
- Leaderboard

| Speler             | St Andrews | Carnoustie | Kingsbarns | Totaal | Totaal | Nummer | St Andrews | Totaal | Totaal | Nummer |
| ------------------ | ---------- | ---------- | ---------- | ------ | ------ | ------ | ---------- | ------ | ------ | ------ |
| Michael Hoey       | 66         | 66         | 66         | 198    | -18    | 1      | 66         | 264    | -24    | 1      |
| Rory McIlroy       | 66         | 67         | 70         | 203    | -13    | 3      | 65         | 268    | -20    | 2      |
| Graeme McDowell    | 67         | 67         | 67         | 201    | -15    | 2      | 69         | 270    | -18    | T3     |
| Joost Luiten       | 72         | 65         | 68         | 205    | -11    | T13    | 68         | 273    | -15    | T9     |
| Nicolas Colsaerts  | 67         | 70         | 69         | 206    | -10    | T22    | 67         | 273    | -15    | T9     |
| Maarten Lafeber    | 67         | 73         | 69         | 209    | -7     | T41    | 70         | 279    | -9     | T39    |
| Robert-Jan Derksen | 69         | 72         | 71         | 212    | -4     | T71    | MC         |        |        |        |
| Floris de Vries    | 70         | 70         | 75         | 215    | -1     | T105   | MC         |        |        |        |

## De spelers
| - Felipe Aguilar - Fredrik Andersson Hed - Seve Benson - Gaganjeet Bhullar - Thomas Bjørn - Richard Bland - Marcus Both - Grégory Bourdy & Pascal Grizot - Gary Boyd - Mark Brown - Rafael Cabrera Bello - Michael Campbell - Alejandro Cañizares - Christian Cévaër - Darren Clarke - Robert Coles - Nicolas Colsaerts - Rhys Davies - Robert-Jan Derksen met Daan Slooter - Robert Dinwiddie - David Dixon - Stephen Dodd - Luke Donald & Jamie Redknapp - Jamie Donaldson - Nick Dougherty & Chris Evans - Bradley Dredge - David Drysdale - Simon Dyson (2009) & Huey Lewis - Rafa Echenique - Johan Edfors - Niclas Fasth - Ernie Els & Neels Els - Kenneth Ferrie - Richard Finch - Oliver Fisher - Ross Fisher - Oscar Florén - Mark Foster - Marcus Fraser & Ruud Gullit - Lorenzo Gagli - Stephen Gallacher (2004) - Daniel Gaunt - Jean-Baptiste Gonnet - Ricardo González - Retief Goosen - Tano Goya - Matt Haines - Todd Hamilton - Søren Hansen - Peter Hanson - Pádraig Harrington (2006) - Grégory Havret - Benjamin Hebert - Scott Hend - Oskar Henningsson - Michael Hoey & William Farish Jr - David Horsey - David Howell - Jeppe Huldahl | - Raphaël Jacquelin - Thongchai Jaidee - Miguel Ángel Jiménez - Dustin Johnson & Austin Johnston - Michael Jonzon - Pariya Junhasavasdikul - Anthony Kang - Shiv Kapur - Rikard Karlberg - Robert Karlsson - Peter Karmis - Martin Kaymer (2010) & Horst Kaymer - Simon Khan - Søren Kjeldsen - Jason Knutzon - Maarten Lafeber met Johan Cruijff - Barry Lane - José Manuel Lara - Pablo Larrazábal - Paul Lawrie - Peter Lawrie - Thomas Levet - Shane Lowry - Joost Luiten met rugbyspeler Alastair McDougall - David Lynn - Matteo Manassero - Pablo Martín - Gareth Maybin - Graeme McDowell - Richard McEvoy - Paul McGinley - Ross McGowan - Damien McGrane - Rory McIlroy & Gerry McIlroy - Colin Montgomerie - James Morrison - George Murray - Christian Nilsson - Alexander Norén - Steven O'Hara - Thorbjørn Olesen - Louis Oosthuizen & Rikus Oosthuizen - Gary Orr - John Parry - Phillip Price - Alvaro Quiros - Richie Ramsay - Robert Rock & Harry Crosby - Brett Rumford - Charl Schwartzel & George Schwartzel - Rahman Siddikur - Marcel Siem - Henrik Stenson - Graeme Storm - Scott Strange - Mark Tullo - Jaco Van Zyl - Alvaro Velasco - Floris de Vries met rugbyspeler Allan McCartney | - Anthony Wall - Steve Webster - Lee Westwood & Johann Rupert - Peter Whiteford - Martin Wiegele & Franz Klammer - Bernd Wiesberger - Danny Willett - Oliver Wilson - Chris Wood - Fabrizio Zanotti - Matthew Zions Australische Order of Merit - Andre Stolz - Andrew Dodt - Matthew Griffin - Peter Fowler - Gareth Paddison - David McKenzie - Aaron Townsend - David Brandson - Bronson La'Cassie - Peter O'Malley - Steven Jones - Rohan Blizzard Zuid-Afrikaanse Order of Merit - Thomas Aiken - Keith Horne - Jbe' Kruger - Michiel Bothma - Anthony Michael - Alex Haindl - Tjaart Van der Walt - James Kingston - Neil Schietekat - George Coetzee - Brandon Pieters Invitaties - Patrick Reed - Andy Sullivan - Tom Lewis - Paul Cutler - Steven Brown - Jack Senior - James Byrne - Romain Wattel & Don St Pierre Jr - Scott Jamieson - Victor Dubuisson - Johnson Wagner - J.J. Henry - Marc Warren - John Daly & - Markus Brier & Rolf Braunegg - Alan McLean - Mathias Grönberg - Joakim Haeggman - Sandy Lyle - Tommy Fleetwood |